# Communauté de communes du Cœur des Bauges
La communauté de communes du Cœur des Bauges, anciennement nommée communauté de communes du Pays des Bauges, est une communauté de communes regroupant les communes des Bauges, en Savoie. Créée le 31 décembre 1993 par arrêté préfectoral, elle remplace une précédente intercommunalité, le District des Bauges.
La communauté d’agglomération compte 14 communes, pour un peu plus de 5 000 habitants, seuil dérogatoire pour les intercommunalités situées en zone de montagne ou de faible densité afin de rester indépendante à la suite de la promulgation de la loi NOTRe en août 2015. Elle est gérée par un conseil communautaire de 23 membres délégués par les communes qui la composent. Elle dispose de compétences en matière de développement économique, d’aménagement du territoire et de gestion de certains services publics.
Le 24 novembre 2016, dans le prolongement de la loi NOTRe, un arrêté préfectoral la fusionne avec la communauté d’agglomération Chambéry métropole à compter du 1er janvier 2017. Le nouvel ensemble devient la communauté d'agglomération Chambéry Métropole - Cœur des Bauges (renommée Grand Chambéry l’année suivante), afin de mettre fin à la fragmentation administrative du territoire.

## Histoire
La communauté de communes du pays des Bauges a été créée par arrêté préfectoral du 31 décembre 1993. Depuis le 1er janvier 2012, la communauté de communes prend le nom de Communauté de communes du Cœur des Bauges.
Elle fusionne avec la communauté d’agglomération Chambéry métropole par décret du 24 novembre 2016. Cette fusion est active à partir du 1er janvier 2017 et l’ensemble prend le nom de communauté d’agglomération Chambéry métropole - Cœur des Bauges.

## Périmètre
La communauté de communes du Cœur des Bauges est composée de 14 communes, toutes situées dans le département de la Savoie :
| Commune                 | Maire                   | Code   | Code  | Population | Conseillers communautaires |
| Commune                 | Maire                   | Postal | INSEE | Population | Conseillers communautaires |
| ----------------------- | ----------------------- | ------ | ----- | ---------- | -------------------------- |
| Aillon-le-Jeune         | Philippe-Albert Trépier | 73340  | 73004 | 436        | 2                          |
| Aillon-le-Vieux         | Christian Gogny         | 73340  | 73005 | 175        | 1                          |
| Arith                   | Pierre Gérard           | 73340  | 73020 | 435        | 2                          |
| Bellecombe-en-Bauges    | Jean-Luc Berthalay      | 73340  | 73036 | 662        | 3                          |
| Doucy-en-Bauges         | Marie Perrier           | 73630  | 73101 | 97         | 1                          |
| École                   | Annick Bonniez          | 73630  | 73106 | 276        | 1                          |
| Jarsy                   | Pierre Dupérier         | 73630  | 73139 | 275        | 1                          |
| La Compôte              | Jean-Pierre Fressoz     | 73630  | 73090 | 251        | 1                          |
| La Motte-en-Bauges      | Damien Regairaz         | 73340  | 73178 | 475        | 2                          |
| Le Châtelard            | Pierre Hémar            | 73630  | 73081 | 661        | 3                          |
| Le Noyer                | Philippe Gamen          | 73340  | 73192 | 209        | 1                          |
| Lescheraines            | Albert Darvey           | 73340  | 73146 | 759        | 3                          |
| Saint-François-de-Sales | Maryse Fabre            | 73340  | 73234 | 158        | 1                          |
| Sainte-Reine            | François Blanc          | 73630  | 73277 | 150        | 1                          |

## Géographie

### Territoire et urbanisation
La communauté de communes du Cœur des Bauges est, avec ses 262,9 km2 (soit 26 292 hectares), la treizième intercommunalité de Savoie en superficie. Elle couvre 4,4 % de la superficie du département.
Ce territoire est caractérisé par sa très faible urbanisation : en 2014, les espaces naturels et agricoles occupent 97,8 % de la superficie totale et toutes les communes sont considérées comme rurales.
L’espace urbain est, avec 2,2 %, la plus petite part de l’utilisation des sols. La répartition de la population est assez régulière : toutes les communes ont moins de 1 000 habitants. En 2015, la plus peuplée est Lescheraines, avec 789 personnes, tandis que la moins peuplée, Doucy-en-Bauges, ne compte que 100 habitants.

### Environnement
La communauté d’agglomération est marquée par un relief très variable : l’altitude est comprise entre 549 mètres au point le plus bas (à Arith) et 2 210 mètres (à Jarsy). Si l’altitude minimale de l’ensemble des communes se situe à moins de 500 mètres, la quasi-totalité (10 sur 14) dépassent les 1 500 mètres d’altitude, et 6 d’entre elles disposent d’un territoire montant à plus de 2 000 mètres.
De nombreux cours d’eau traversent le territoire intercommunal. Le plus important est le Chéran, qui sillonne les Bauges avant de se diriger vers Rumilly en Haute-Savoie.
Le parc naturel régional des Bauges englobe l’ensemble du territoire intercommunal. De ce fait, les 14 communes sont soumises à la Loi montagne.
Le climat est montagnard. On compte en moyenne 1 870 heures d’ensoleillement par an, ce qui est légèrement inférieur à la moyenne nationale (1 973 heures), et les températures sont très variables, oscillant plus ou moins entre 2,2 et 21 degrés.

## Démographie
| 1968  | 1975  | 1982  | 1990  | 1999  | 2010  |
| ----- | ----- | ----- | ----- | ----- | ----- |
| 3 795 | 3 325 | 3 254 | 3 452 | 3 830 | 4 804 |

### Pyramide des âges
| Hommes | Classe d’âge | Femmes |
| ------ | ------------ | ------ |
| 0,5    | 90 ans ou +  | 0,7    |
| 7,5    | 75 à 89 ans  | 9,8    |
| 13,3   | 60 à 74 ans  | 13,6   |
| 23,3   | 45 à 59 ans  | 19,6   |
| 21,9   | 30 à 44 ans  | 23,7   |
| 12,4   | 15 à 29 ans  | 11,7   |
| 21,2   | 0 à 14 ans   | 20,9   |

| Hommes | Classe d’âge | Femmes |
| ------ | ------------ | ------ |
| 0,4    | 90 ans ou +  | 1,1    |
| 6,3    | 75 à 89 ans  | 9,5    |
| 13,8   | 60 à 74 ans  | 14,7   |
| 20,9   | 45 à 59 ans  | 20,4   |
| 21,2   | 30 à 44 ans  | 20,2   |
| 18,2   | 15 à 29 ans  | 16,5   |
| 19,4   | 0 à 14 ans   | 17,5   |

## Économie et infrastructure

### Tissu économique

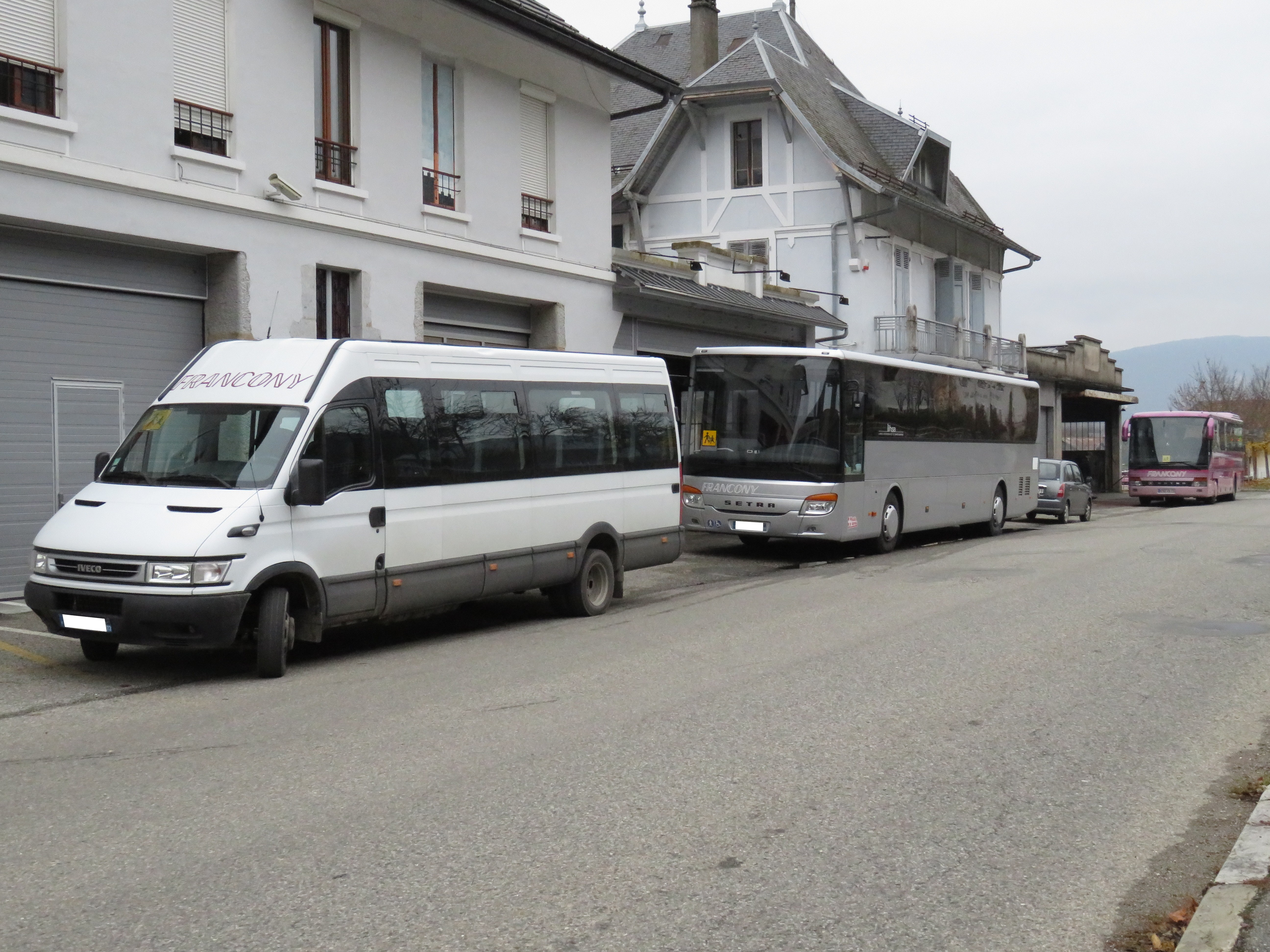
Le siège des Autocars Francony, l’un des trois plus gros employeurs du Châtelard.

La SAU est estimée à environ 7 400 hectares pour l’ensemble du territoire : on compte 146 exploitants et les emplois agricoles représentent 11,1 % du total des emplois. L’industrie et la construction ne représente respectivement que 13,5 et 16,2% des emplois dans l’intercommunalité. Le secteur tertiaire est ainsi, de loin, le principal secteur économique : 35,9 % des emplois relèvent du commerce, des transports ou des services (notamment avec la société des Autocars Francony, qui est l’une des trois plus importantes entreprises du Châtelard en termes d’emploi) et 23,3 % de l’administration publique, de l’enseignement, de la santé ou du social.

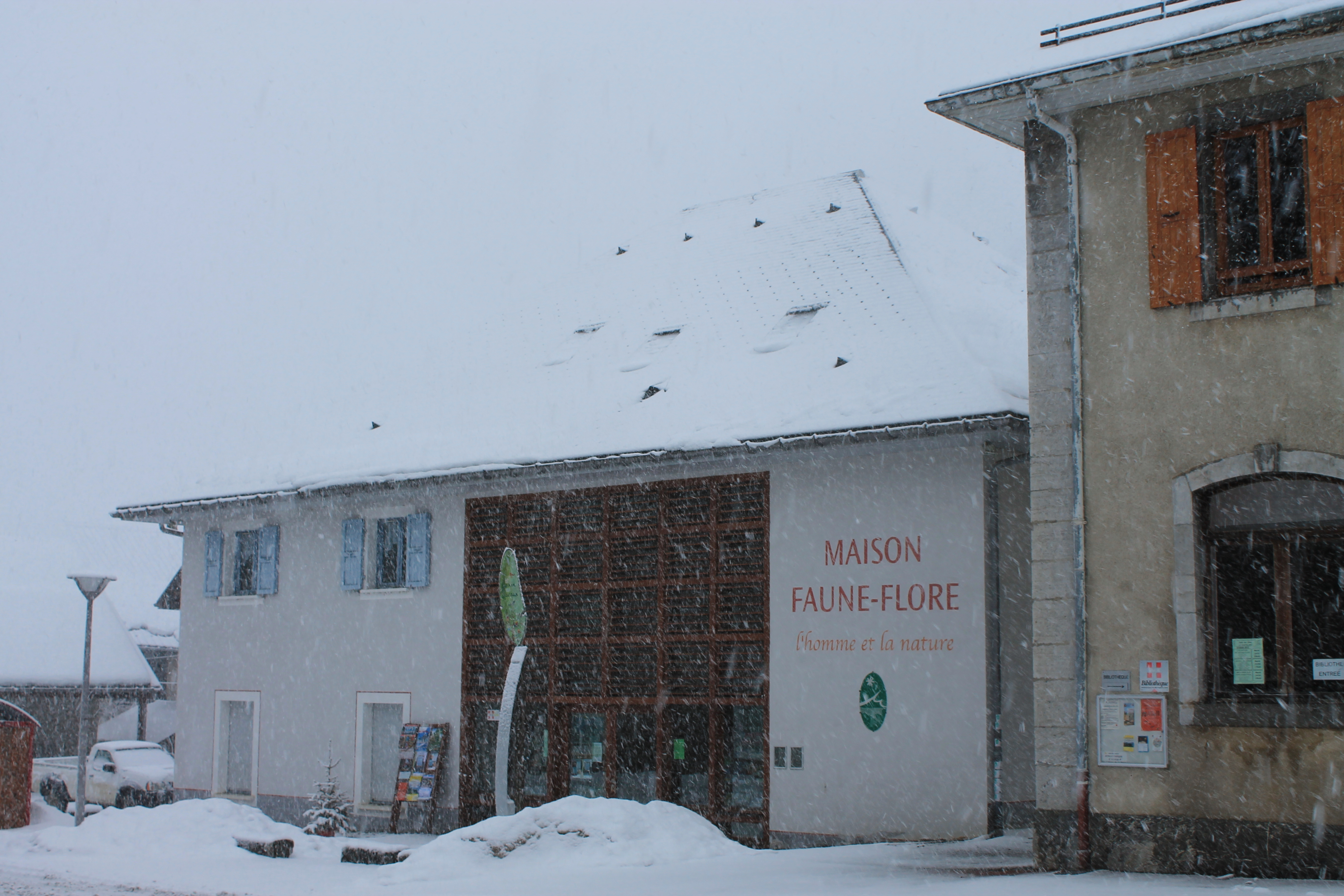
La maison Faune-Flore du PNR du massif des Bauges, installée à École.

La communauté de communes est également tournée vers le tourisme, en étant notamment dotée d’une station de sport d’hivers (Les Aillons-Margériaz) et des deux musées gérés par le parc naturel régional du massif des Bauges : la maison Faune-Flore à École, et la maison du patrimoine à Aillon-le-Jeune.
En matière d’hébergement, le territoire est doté, au 1er janvier 2017, de 34 chambres d’hôtel (dont neuf classées 2 étoiles), 326 emplacements de camping et 341 places-lit. On compte aussi de nombres sentiers de promenade ainsi que des sites de baignades, principalement autour du Chéran avec le plan d’eau de Lescheraines, ceux du Châtelard et de La Motte-en-Bauges étant réservé pour la pêche.

### Emploi
En 2014, la population active dans l’intercommunalité était estimée à 3 157 personnes, dont 195 demandeurs d’emploi. Cette même année, 1 437 personnes déclaraient un lieu de travail sur le territoire intercommunal, dont 70,7 % en tant que salarié.

### Transports
Transports en commun

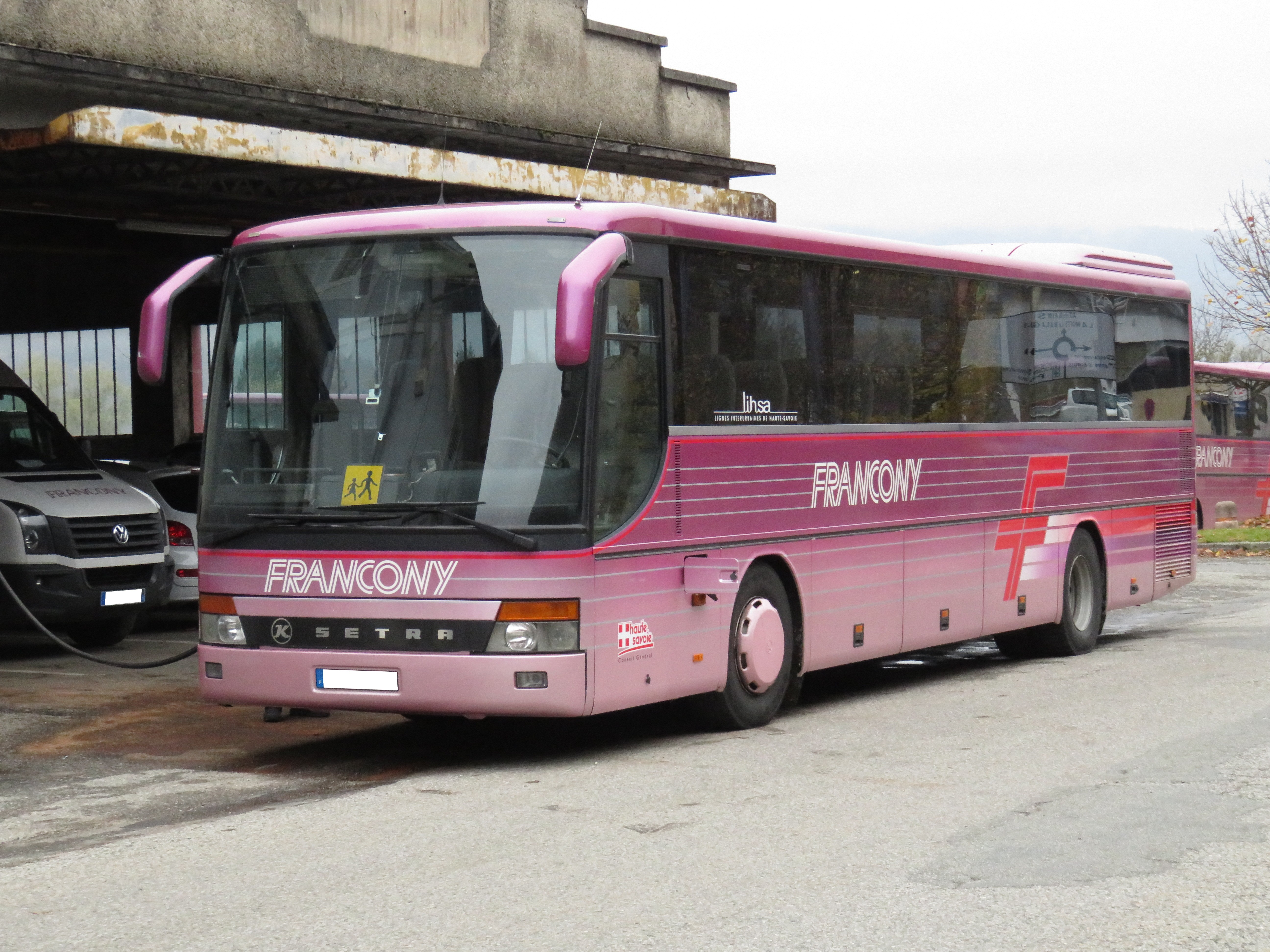
Un car de la société Francony, transporteur historique dans le massif.

La communauté de communes n’est pas l’autorité organisatrice de la mobilité sur son territoire et, par conséquent, ne dispose pas de son propre réseau de transport en commun, à l’exception de services scolaires ouverts au public.
Toutefois, il existe des liaisons interurbaines sur le territoire. Assurées pour le réseau départemental Belle Savoie Express, dont l’autorité organisatrice est alors le conseil départemental, elles sont au nombre de deux, reliant Chambéry au Châtelard (pour la ligne C6) ou à la station de ski des Aillons-Margériaz (pour la ligne C10). La ligne 41 du réseau interurbain Lihsa, assuré pour le compte du conseil départemental de la Haute-Savoie, dessert également les communes de Lescheraines, La Motte-en-Bauges et Le Châtelard.
Transport ferroviaire
Historiquement, les Bauges n’ont jamais été desservis par le chemin de fer, l’ensemble des lignes existantes ou ayant existé contournant le massif par l’ouest (Lignes d’Aix-les-Bains à Annemasse et de Culoz à Modane) ou par l’est (Lignes de Saint-Pierre-d’Albigny à Bourg-Saint-Maurice et d’Annecy à Albertville).
De ce fait, la gare la plus importante située à proximité est celle de Chambéry - Challes-les-Eaux, traversée par les lignes de Culoz à Modane et de Saint-André-le-Gaz à Chambéry.
Trafic automobile
Le territoire intercommunal n’est traversé que par des routes départementales et enclavé, nécessitant la traversée d’au moins un col pour y pénétrer. De ce fait, le trafic automobile est très faible, et même le plus bas au niveau départemental : on comptabilise moins de 2 200 véhicules par jour au niveau du col de Plainpalais, point d’accès depuis Chambéry.

## Compétences
La Communauté de communes du Cœur des Bauges exerce 31 compétences, qui se répartissent en trois catégories :
- les compétences obligatoires (). La communauté de communes est obligée de les assurer de par ses statuts ;
- les compétences optionnelles (). Le Cœur des Bauges, en tant que communauté de communes, doit sélectionner au moins un groupe de compétences parmi les six proposés ;
- les compétences supplémentaires (). L’intercommunalité a décidé de les assurer, conformément à la loi.

| Compétence | Type de compétence (Obligatoire/Facultative/Optionnelle) |
| --- | -------------------------------------------------------- |
| Production, distribution d’énergie |                                                          |
| Hydraulique |                                                          |
| Environnement et cadre de vie |                                                          |
| Eau (Traitement, Adduction, Distribution) |                                                          |
| Assainissement collectif |                                                          |
| Assainissement non collectif |                                                          |
| Collecte des déchets des ménages et déchets assimilés |                                                          |
| Traitement des déchets des ménages et déchets assimilés                                                                                                  |                                                          |
| Autres actions environnementales |                                                          |
| Sanitaires et social |                                                          |
| Action sociale |                                                          |
| Politique de la ville |                                                          |
| Dispositifs contractuels de développement urbain, de développement local et d’insertion économique et sociale                                            |                                                          |
| Développement et aménagement économique |                                                          |
| Création, aménagement, entretien et gestion de zone d’activités industrielle, commerciale, tertiaire, artisanale ou touristique                          |                                                          |
| Action de développement économique (Soutien des activités industrielles, commerciales ou de l’emploi, Soutien des activités agricoles et forestières...) |                                                          |
| Développement et aménagement social et culturel |                                                          |
| Construction ou aménagement, entretien, gestion d’équipements ou d’établissements sportifs                                                               |                                                          |
| Activités péri-scolaires |                                                          |
| Activités culturelles ou socioculturelles |                                                          |
| Activités sportives |                                                          |
| Aménagement de l’espace |                                                          |
| Schéma de cohérence territoriale (SCOT) |                                                          |
| Schéma de secteur |                                                          |
| Plans locaux d’urbanisme |                                                          |
| Création et réalisation de zone d’aménagement concertée (ZAC)                                                                                            |                                                          |
| Transport scolaire |                                                          |
| Organisation des transports non urbains |                                                          |
| Prise en considération d’un programme d’aménagement d’ensemble et détermination des secteurs d’aménagement au sens du code de l’urbanisme                |                                                          |
| Études et programmation |                                                          |
| Voirie |                                                          |
| Création, aménagement, entretien de la voirie |                                                          |
| Développement touristique |                                                          |
| Tourisme |                                                          |
| Logement et habitat |                                                          |
| Programme local de l’habitat |                                                          |
| Opération programmée d’amélioration de l’habitat (OPAH)                                                                                                  |                                                          |
| Amélioration du parc immobilier bati d’intérêt communautaire                                                                                             |                                                          |
| Autres |                                                          |
| Gestion d’un centre de secours |                                                          |
| Infrastructure de télécommunication (téléphonie mobile...)                                                                                               |                                                          |

## Groupements
La communauté de communes est membre de deux syndicats mixtes fermés :
- le Syndicat Mixte Interdépartemental pour l’Aménagement du Chéran (SMIAC), composé de 35 communes sur les deux départements (Savoie et Haute-Savoie) et chargé de la gestion et de la protection du Chéran[27] ;
- Savoie Déchets, regroupant la quasi-totalité des intercommunalités savoyardes et destiné au traitement des déchets[28].

## Administration

### Conseil

Représentation des communes au conseil communautaire :
Le Châtelard (3 sièges)
Bellecombe-en-Bauges (3)
Lescheraines (3)
Aillon-le-Jeune (2)
Arith (2)
La Motte-en-Bauges (2)
Autres communes (1 siège chacune)

Comme les autres intercommunalités françaises, le Cœur des Bauges est administré par un conseil composé de délégués des communes membres. Le conseil est l’organe délibérant de la communauté d’agglomération : il règle les affaires qui sont de la compétence de l’intercommunalité et adopte son budget.
La composition du conseil est fixée par les règles de l’article L5211-6-1 du Code général des collectivités territoriales. Il compte 23 membres : les sièges sont répartis entre les communes en fonction de leur poids démographique et chaque commune dispose d’au moins un siège. Ainsi, les communes ayant une population inférieure à 400 personnes disposent d’un seul conseiller communautaire, tandis que les communes ayant plus de 400 habitants sont dotés de deux conseillers, chiffre augmenté à trois pour les trois  communes les plus peuplées (Le Châtelard, Bellecombe-en-Bauges et Lescheraines).
À la suite des élections de 2014, l’ensemble du conseil communautaire est classé sans étiquette.

### Exécutif
Le président est élu par le conseil communautaire dont il est l’organe exécutif. Le conseil communautaire élit également des vice-présidents dont le nombre est fixé à 5.
Le bureau est composé du président, des vice-présidents et éventuellement d’autres membres. Il peut recevoir délégation de certaines compétences du conseil communautaire, à l’exception des plus importantes notamment le vote du budget, l’adoption du compte administratif ou encore les délégations de service public.
|                     | Nom | Nom                 | Parti | Commune                         | Délégation                                                                                           |
| ------------------- | --- | ------------------- | ----- | ------------------------------- | --- |
| Président           |     | Pierre Hémar        | SE    | Le Châtelard (maire)            | Communication, culture, relations extérieures                                                        |
| 1re vice-présidente |     | Philippe Gamen      | SE    | Le Noyer (maire)                | Urbanisme, aménagement du territoire, logement et cadre de vie, patrimoine intercommunal             |
| 2e vice-président   |     | Albert Darvey       | SE    | Lescheraines (maire)            | Développement économique, tourisme, affaires agricoles et forestières                                |
| 3e vice-président   |     | Jean Pierre Fressoz | SE    | La Compôte (maire)              | Eau, assainissement, défense incendie, cours d’eau, voirie, salubrité                                |
| 4e vice-président   |     | Marie Perrier       | SE    | Doucy-en-Bauges (maire)         | Affaires sociales, enfance jeunesse                                                                  |
| 5e vice-président   |     | Christian Gogny     | SE    | Aillon-le-Vieux (maire)         | Finances, mutualisation, transports scolaires, sport, associations, plan intercommunal de sauvegarde |
| Secrétaire          |     | Jean-Luc Berthalay  | SE    | Bellecombe-en-Bauges (maire)    | |
| Membre du bureau    |     | Philippe Trepier    | SE    | Aillon-le-Jeune (maire)         | |
| Membre du bureau    |     | Maryse Fabre        | SE    | Saint-François-de-Sales (maire) | |

### Liste des présidents
Cinq présidents se sont succédé à la tête de l’intercommunalité de sa création en 1970 sous la forme d’un SIVU à sa disparition en janvier 2018 à la suite de sa fusion avec Chambéry métropole. Le dernier président est Pierre Hémar, maire du Châtelard. Seul candidat en 2014, il est élu à la majorité absolue, avec 20 voix sur 23, lors du conseil communautaire du 22 avril 2014.
| Période                                  | Période      | Identité         | Étiquette | Qualité               |
| ---------------------------------------- | ------------ | ---------------- | --------- | --------------------- |
| 1970                                     | 1989         | Henri Bouvier    |           | Maire du Châtelard    |
| 1989                                     | 2001         | Lucien Chatelain |           | Maire de La Compôte   |
| 2001                                     | 2008         | Anne Gagneur     | SE        | Maire de Lescheraines |
| 2008                                     | Avril 2014   | Paul Casiez      | SE        | Maire du Châtelard    |
| Avril 2014                               | Janvier 2018 | Pierre Hémar     | SE        | Maire du Châtelard    |
| Les données manquantes sont à compléter. |              |                  |           |                       |

### Siège
Lors de la création de la communauté de communes, son siège est fixé dans la commune du Châtelard, et plus précisément à la maison Despine, dans la Rue du Grand Pré. En 2014, il déménage de quelques centaines de mètres lorsqu’il est transféré dans les locaux de l’ancienne gendarmerie du canton, entièrement réhabilités, et situés dans l’Avenue Denis Therme, afin de se rapprocher d’autres services mais aussi d’être accessible aux personnes à mobilité réduite, le précédent bâtiment n’étant pas adapté.
À la suite de la fusion avec Chambéry métropole, la nouvelle intercommunalité s’installe au siège de Chambéry métropole, au 106 Allée des Blachères à Chambéry, mais l’ancien siège de la communauté de communes est conservé afin de servir d’antenne locale pour les habitants des Bauges.